# Weird West
Weird West is een term die wordt gebruikt voor verhalen of media die het westerngenre combineren met een ander genre. De oorsprong van deze term is niet bekend, maar in Deadlands-materiaal wordt de specifieke uitspraak "Weird West" toegeschreven aan de Pinnacle Entertainment Group. De term wordt nu gebruikt om dit soort verhalen in zijn algemeenheid aan te duiden.
DC's Weird Western Tales verscheen begin jaren zeventig en werd populair gemaakt door Joe R. Lansdale. Hij combineerde vooral splatterpunk met western. 
Andere voorbeelden van Weird West-verhalen zijn Deadlands (western/horror), The Wild Wild West (western/steampunk), Jonah Hex (western/superheld), Firefly (western/space opera), Cowboy Bebop (western/sciencefiction) en vele anderen.

## Achtergrond
Cowboys en revolverhelden zijn bekende Amerikaanse helden. Derhalve komen ze ook veel voor in andere omgevingen dan die uit het traditionele westerngenre. Een bekend thema in westernverhalen over cowboys hadden het thema van onbekende wildernis en de overleving van pioniers. Ook bevatten ze verhalen van de pogingen die men moest doen om de orde te bewaren in een omgeving zonder wetten.
Dit leidde uiteindelijk tot het sciencefictionwesterngenre, waarin futuristische machines werden toegevoegd aan het westerngenre (vaak machines die thuishoren in het steampunkgenre). Verder duiken de thema’s uit westerns ook op in sciencefiction verhalen; de zogenaamde space western.
Monsters en het bovennatuurlijke konden ook gemakkelijk worden gecombineerd met het westernthema, wat de horrorwestern opleverde. Uit de horrorwestern ontstonden de westernverhalen met superhelden in de hoofdrol zoals Jonah Hex, die voor het eerst verscheen in Weird Western Tales voordat hij zijn eigen serie kreeg. Recentelijk introduceerde Marvel zijn eigen westernsuperheld genaamd Vegas.
Weird West omvat ook combinaties met minder makkelijk te classificeren genres, zoals alternatieve geschiedenissen, speculatieve fictie en fantasie.
Het weird westgenre heeft zich inmiddels verspreid naar strips, boeken, televisieseries, films en (video)spellen.